# Уникальный ключ
В реляционных СУБД уникальный ключ — это потенциальный ключ, который не является первичным ключом отношения. Все потенциальные ключи отношения могут однозначно идентифицировать записи отношения, но только один из них используется в качестве первичного ключа отношения. Остальные ключи-кандидаты называются уникальными ключами, поскольку они могут однозначно идентифицировать запись в отношении. Уникальные ключи могут состоять из нескольких столбцов. Уникальные ключи также называются альтернативными ключами. Уникальные ключи являются альтернативой первичному ключу отношения. Как правило, уникальные ключи имеют ограничение UNIQUE.

## Определение вSQL
Определение ограничение уникальности в синтаксисе SQL:
```
  
ALTER
 
TABLE
 
<
table
 
identifier
>
 

      
ADD
 
[
 
CONSTRAINT
 
<
constraint
 
identifier
>
 
]
 

      
{
 
PRIMARY
 
KEY
 
|
 
UNIQUE
 
}
 
(
 
<
column
 
name
>
 
[
 
{
,
 
<
column
 
name
>
}
...
 
]
 
)

```

Также, ключи могут быть определены при создании таблицы CREATE TABLE.
```
  
CREATE
 
TABLE
 
table_name
 
(

     
id_col
   
INT
,

     
col2
     
CHARACTER
 
VARYING
(
20
),

     
key_col
  
SMALLINT
 
NOT
 
NULL
,

     
...

     
CONSTRAINT
 
key_unique
 
UNIQUE
(
key_col
),

     
...

  
)

```

```
  
CREATE
 
TABLE
 
table_name
 
(

     
id_col
  
INT
  
PRIMARY
 
KEY
,

     
col2
    
CHARACTER
 
VARYING
(
20
),

     
...

     
key_col
  
SMALLINT
 
NOT
 
NULL
 
UNIQUE
,

     
...

  
)

```

### Различия между первичным и уникальным ключом

#### Свойства первичного ключа
В первичном ключе не допускается значение NULL (его нельзя определить для столбцов, допускающих такое значение). Каждая таблица не может иметь более одного первичного ключа. В некоторых СУБД первичный ключ по умолчанию создаёт кластеризованный индекс. В практических реализациях SQL первичный ключ в некоторых таблицах может отсутствовать.

#### Свойства уникального ключа
Ограничение уникальности может быть задано для столбцов, которые допускают значения NULL, и в этом случае строки, содержащие значения NULL, могут фактически не быть уникальными в наборе столбцов, определённых ограничением.
Каждая таблица может иметь несколько уникальных ключей. В некоторых СУБД уникальное ограничение по умолчанию создаёт некластеризованный индекс.
Обратите внимание, что в отличие от ограничения PRIMARY KEY ограничение UNIQUE не означает NOT NULL для столбцов, участвующих в ограничении. Если нужно запретить значение NULL, необходимо указать ограничение NOT NULL дополнительно. Можно установить ограничения UNIQUE для столбцов, допускающих значение NULL, но в стандарте SQL указано, что ограничение не гарантирует уникальность столбцов, допускающих значение NULL (уникальность не применяется для строк, в которых любой из столбцов содержит значение NULL).
В соответствии со стандартом SQL, ограничение уникальности не обеспечивает уникальность при наличии значений NULL и поэтому может содержать несколько строк с идентичными комбинациями пустых и непустых значений — однако не все СУБД реализуют эту функцию в соответствии со стандартом SQL.